# Атънс (окръг, Охайо)
Вижте пояснителната страница за други значения на Атънс.
Окръг Атънс (на английски: Athens County в превод Атина) е окръг в щата Охайо, Съединени американски щати. Площта му е 1318 km², а населението - 62 223 души (2000). Административен център е град Атънс. Окръг Атънс е кръстен на столицата на Гърция, Атина.